# Alan D. Roberts
Alan D. Roberts é um engenheiro mecânico britânico. É reconhecido por suas contribuições para o entendimento do fenômeno do contato em elastômeros, e em particular a equação JKR.
Obteve um doutorado em 1968, trabalhando no Laboratório Cavendish da Universidade de Cambridge, orientado por David Tabor.
Recebeu a  Medalha Charles Goodyear de 2014.